# (471318) 2011 JF31
(471318) 2011 JF31 ist ein großes transneptunisches Objekt im Kuipergürtel, das bahndynamisch als erweitertes Scattered Disk Object (DO) oder als Cubewano (CKBO) eingestuft wird. Aufgrund seiner Größe gehört der Asteroid möglicherweise zu den Zwergplanetenkandidaten.

## Entdeckung
2011 JF31 wurde am 23. Mai 2011 von einem Astronomenteam am La-Silla-Observatorium (Chile) der Europäischen Südsternwarte (ESO) entdeckt. Der Planetoid erhielt später von der IAU die Kleinplaneten-Nummer 471318.
Nach seiner Entdeckung ließ sich 2011 JF31 auf Fotos bis zum 13. April 2011, die mit dem Pan-STARRS-Teleskop (PS1) am Haleakalā-Observatorium (Maui) gemacht wurden, zurückgehend identifizieren und so seinen Beobachtungszeitraum um zwanzig Tage verlängern, um so seine Umlaufbahn genauer zu berechnen. Seither wurde der Planetoid durch verschiedene erdbasierte Teleskope beobachtet. Im April 2017 lagen insgesamt 111 Beobachtungen über einen Zeitraum von 5 Jahren vor. Die bisher letzte Beobachtung wurde im Juli 2015 am ebenfalls am Pan-STARRS-Teleskop durchgeführt. (Stand 12. März 2019)

## Eigenschaften

### Umlaufbahn
2011 JF31 umkreist die Sonne in 269,03 Jahren auf einer leicht elliptischen Umlaufbahn zwischen 36,23 AE und 47,12 AE Abstand zu deren Zentrum. Die Bahnexzentrizität beträgt 0,131, die Bahn ist 27,65° gegenüber der Ekliptik geneigt. Derzeit ist der Planetoid 42,40 AE von der Sonne entfernt. Das Perihel durchlief er das letzte Mal 1951, der nächste Periheldurchlauf dürfte also im Jahre 2220 erfolgen.
Marc Buie (DES) klassifiziert den Planetoiden als erweitertes SDO (ESDO bzw. DO), während vom Minor Planet Center keine spezifische Einstufung existiert; letzteres ordnet ihn als Nicht-SDO und allgemein als «Distant Object» ein. Das Johnston’s Archive führt ihn dagegen als Cubewano auf, wobei er zu den bahndynamisch «heißen» klassischen KBO gehören würde.

### Größe und Rotation
Derzeit wird von einem Durchmesser von 373 km ausgegangen, basierend auf einem Rückstrahlvermögen von 8 % und einer absoluten Helligkeit von 5,6 m. Ausgehend von einem Durchmesser von 373 km ergibt sich eine Gesamtoberfläche von etwa 437.000 km2. Die scheinbare Helligkeit von 2011 JF31 beträgt 21,81 m.
Da es denkbar ist, dass sich 2011 JF31 aufgrund seiner Größe im hydrostatischen Gleichgewicht befindet und somit weitgehend rund sein könnte, erfüllt er möglicherweise die Kriterien für eine Einstufung als Zwergplanet. Mike Brown geht davon aus, dass es sich bei 2011 JF31 um vielleicht einen Zwergplaneten handelt.
| Jahr                                         | Abmessungen km | Quelle   |
| -------------------------------------------- | -------------- | -------- |
| 2018                                         | 404,0          | Johnston |
| 2018                                         | 373,0          | Brown    |
| Die präziseste Bestimmung ist fett markiert. |                |          |